# Piwonia lekarska

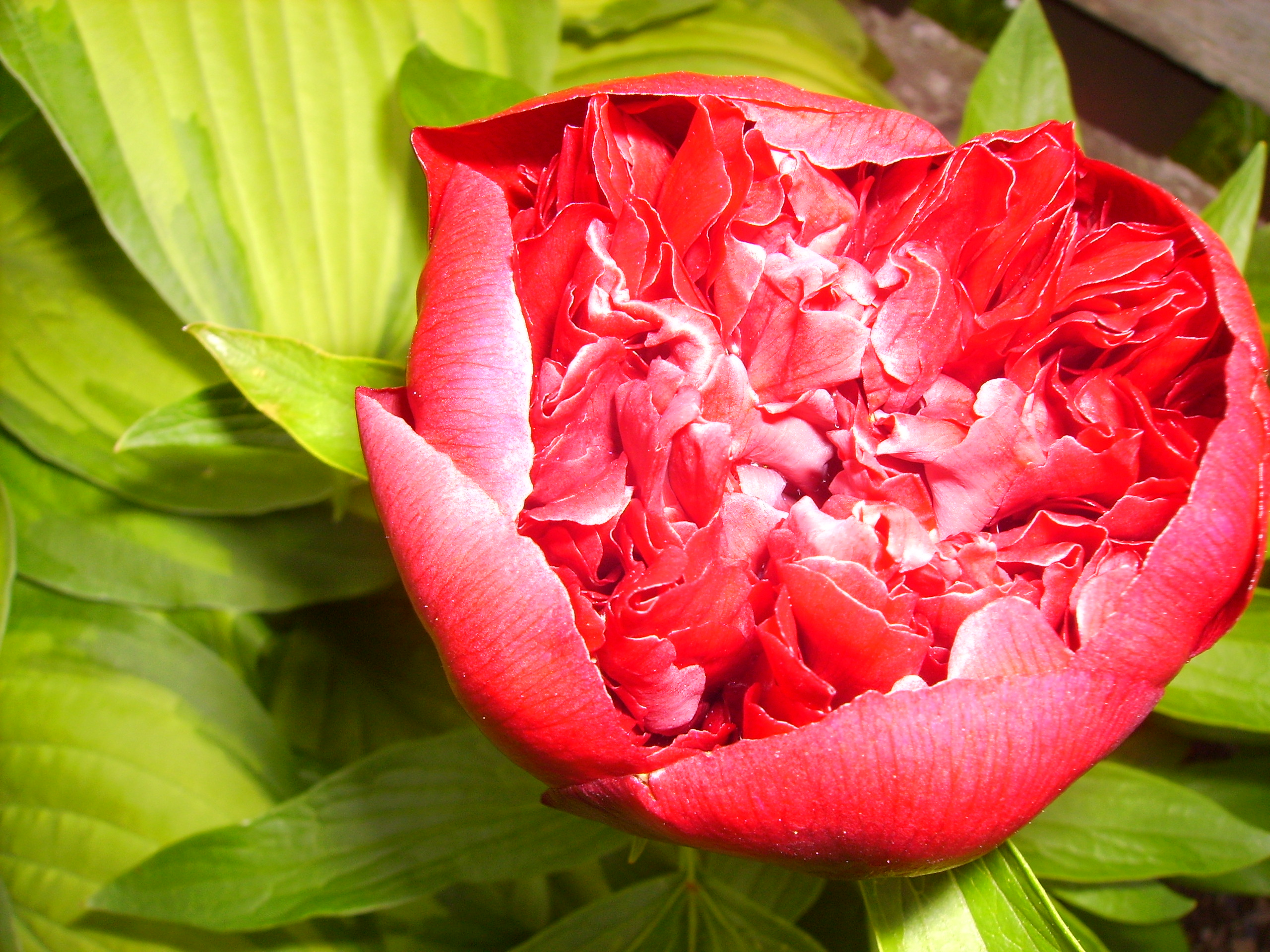
'Rubra Plena'

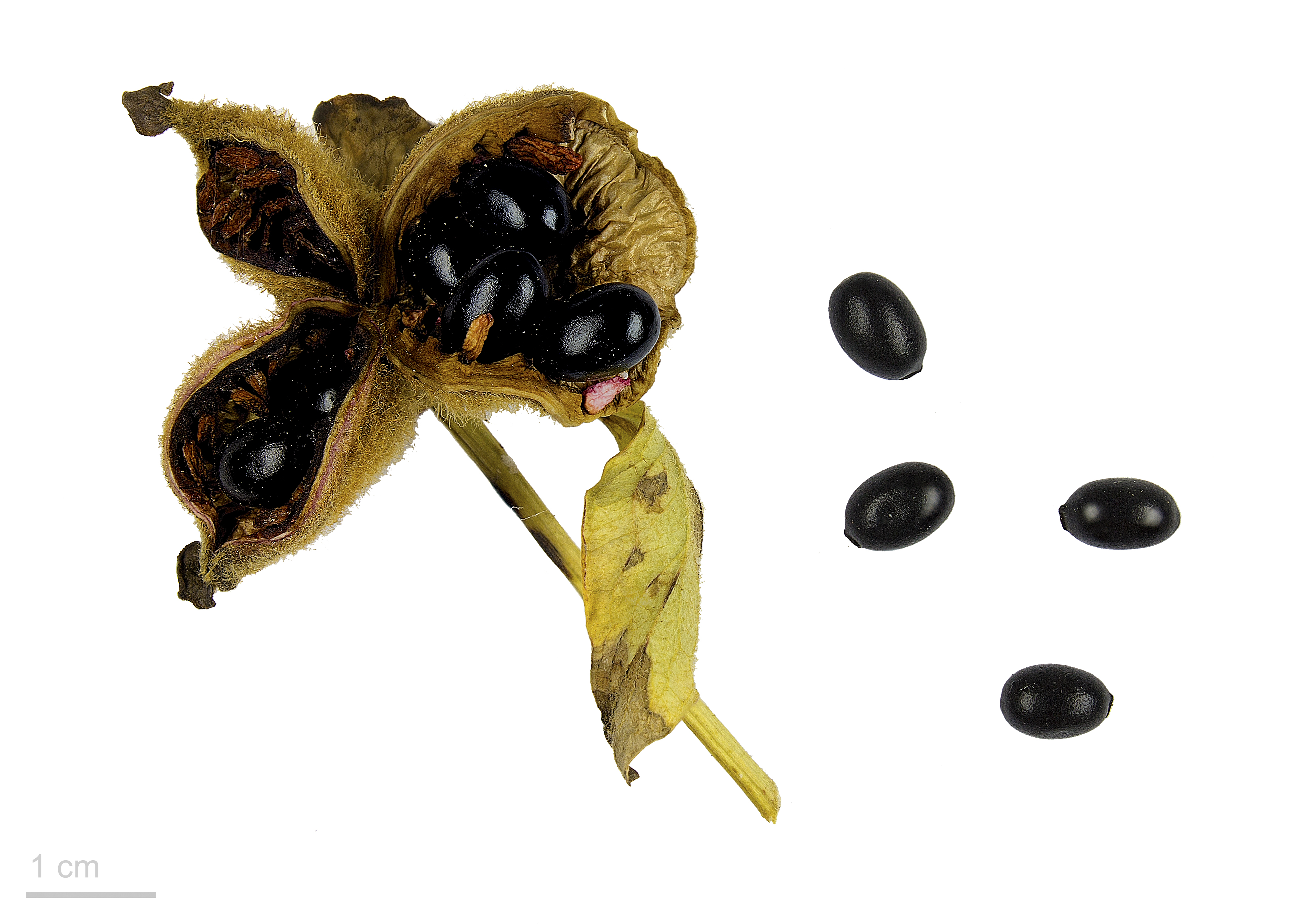
Owoc i nasiona

Piwonia lekarska (Paeonia officinalis L.) – gatunek rośliny należący do rodziny piwoniowatych. Pochodzi z południowej i środkowej Europy. Bardzo rzadka. W Alpach rośnie na rozrzuconych stanowiskach po południowej, włoskiej stronie tego pasma, a także w masywie Monte Generoso w szwajcarskim Ticino. Dochodzi do wysokości ok. 1700 m n.p.m.

## Morfologia
PokrójRoślina zielna, osiąga wysokość do 60–80 cm.
ŁodygaPojedyncza, rozgałęziona.
LiścieDwukrotnie trójdzielne, odcinki eliptyczne, spodem jaśniejsze, sinawe.
KwiatyDuże, różowe lub czerwone.
OwoceMięsiste mieszki, stulone, górą rozchylone.

## Biologia i ekologia
Bylina, geofit. Dziko rośnie w rzadkich, widnych zagajnikach oraz na suchych, zwykle kamienistych łąkach. Kwitnie od maja do czerwca. Roślina trująca – cała roślina jest trująca.

## Zastosowanie
- Roślina lecznicza: Surowiec zielarski: korzeń (Radix), nasienie (Semen), kwiat (Flos Paeoniae) zawierają glikozyd peonid
- Roślina ozdobna dość często uprawiana w przydomowych ogrodach.
- W Średniowieczu znane były jej właściwości wymiotne i przeczyszczające[5].
- Zajmowała ważne miejsce w praktykach magicznych: jej korzenie miały mieć moc otwierania zamkniętych zamków oraz odstraszania demonów, ale pod warunkiem, że były wykopane w nocy[5].
- W rejonach swego naturalnego występowania ma szereg nazw miejscowych, z których wiele nawiązuje do jej właściwości medycznych i magicznych[5].

## Wymagania oraz uprawa
Roślina nie znosi dłuższych okresów suszy ani zalewania. Najlepsze warunki ma w słonecznych lub półcienistych miejscach. Gleby: żyzne, przepuszczalne, średnio wilgotne o pH od lekko kwaśnego do lekko zasadowego. Silnie rozrasta się na glebach piaszczystych, ale za to słabo kwitnie. Roślina całkowicie mrozoodporna. Wysiewanie najlepiej wykonać od razu po zbiorze, wtedy po koło 6 tygodniach uzyskuje się już młode siewki. Istnieje również możliwość rozmnażania poprzez podział starszych kęp rośliny.